# Ematheudes tunesiella
Ematheudes tunesiella is een vlinder uit de familie snuitmotten (Pyralidae). De wetenschappelijke naam is voor het eerst geldig gepubliceerd in 1892 door Émile-Louis Ragonot.
De soort komt voor in Europa.